# كاتي وايت
كاتي وايت (بالإنجليزية: Katie White)‏ هي موسيقية ومغنية وكاتبة غنائية وعازفة قيثارة بريطانية، ولدت في 3 مارس 1983 في Metropolitan Borough of Wigan ‏ في المملكة المتحدة.

## وصلات خارجية
- الموقع الرسمي
- كاتي وايت على موقع IMDb (الإنجليزية)
- كاتي وايت على موقع ميوزك برينز (الإنجليزية)
- كاتي وايت على موقع ديسكوغز (الإنجليزية)